# Albert-Ernest Carrier-Belleuse

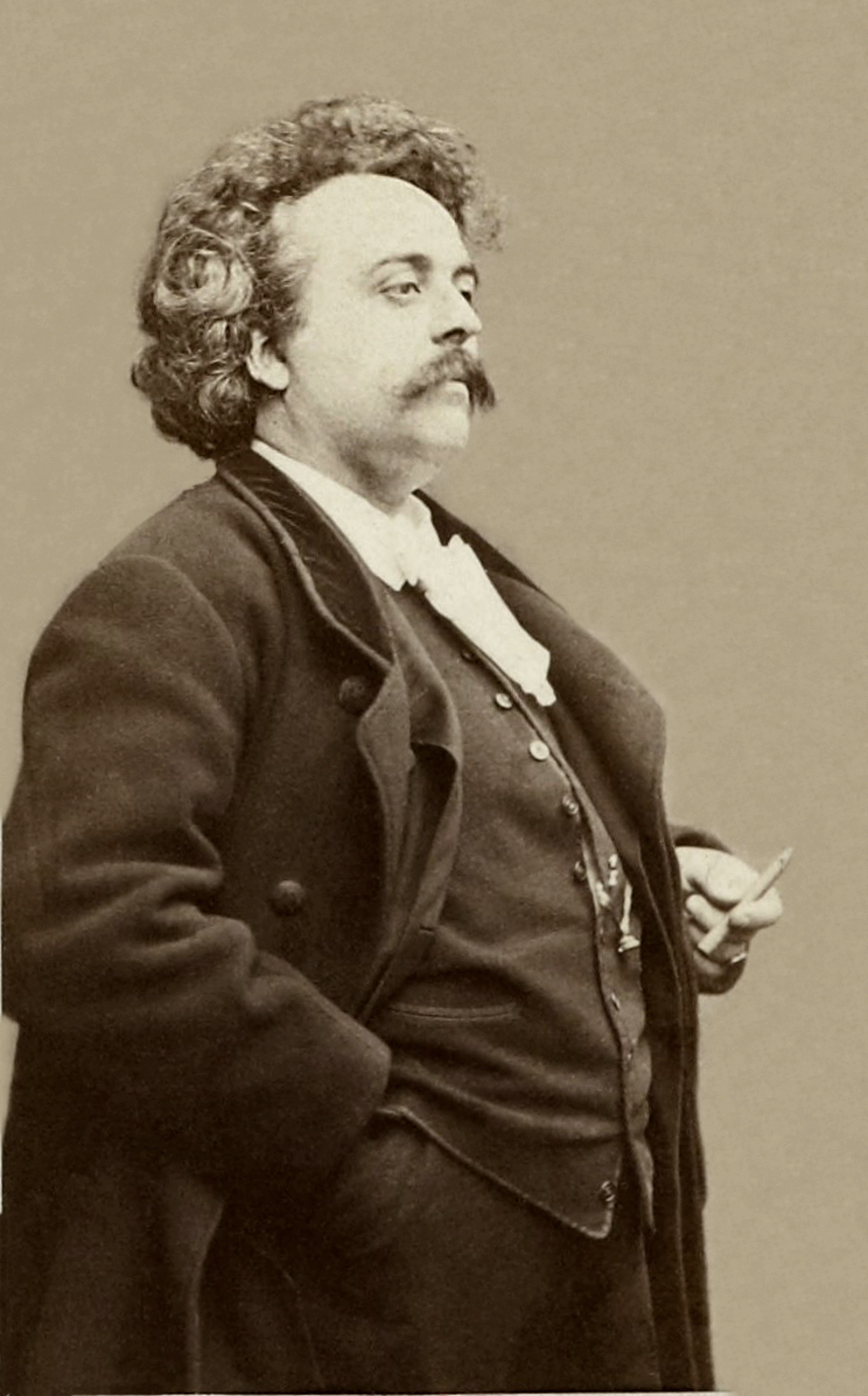
Albert-Ernest Carrier-Belleuse, 1864

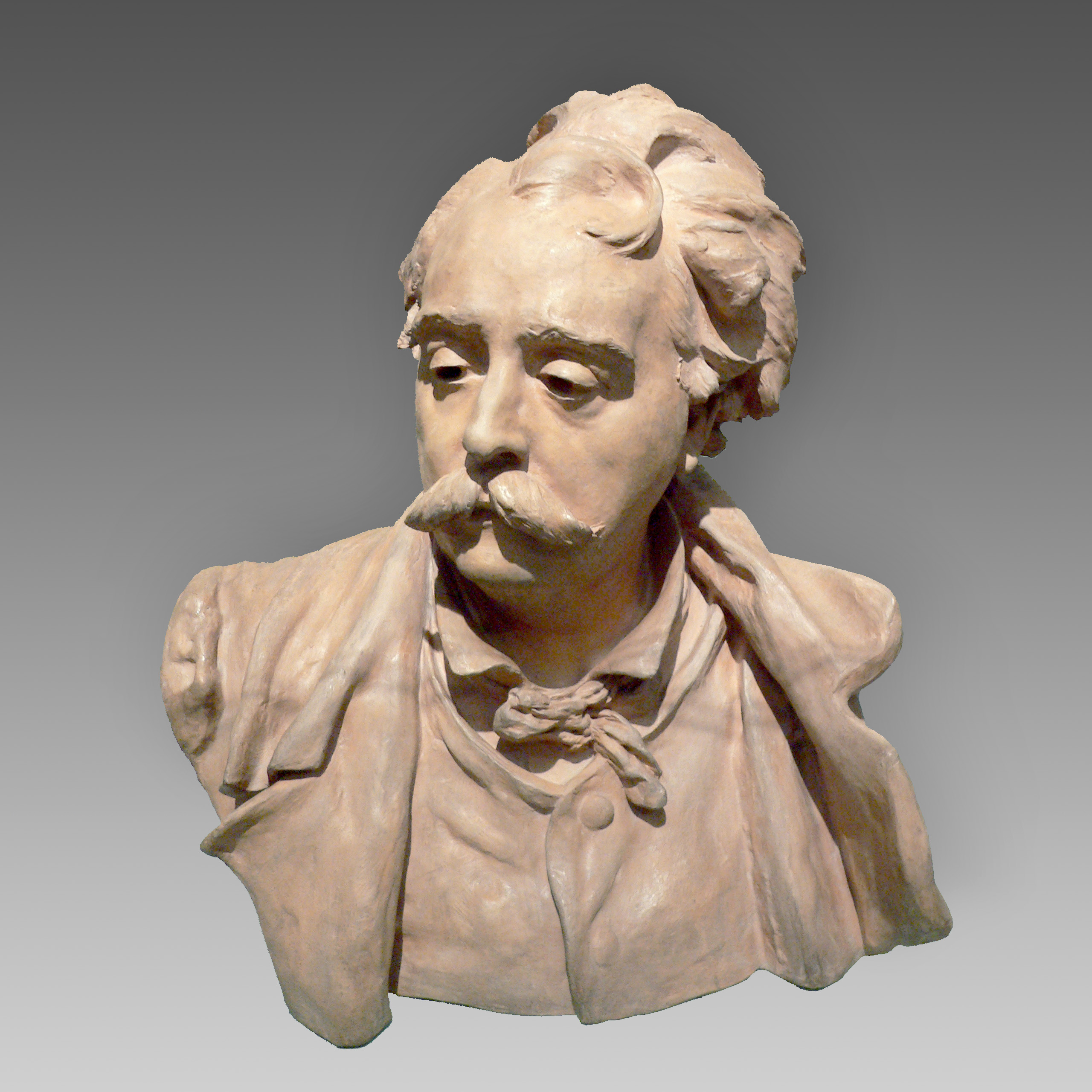
Büste von Albert-Ernest Carrier-Belleuse (gefertigt von Auguste Rodin).

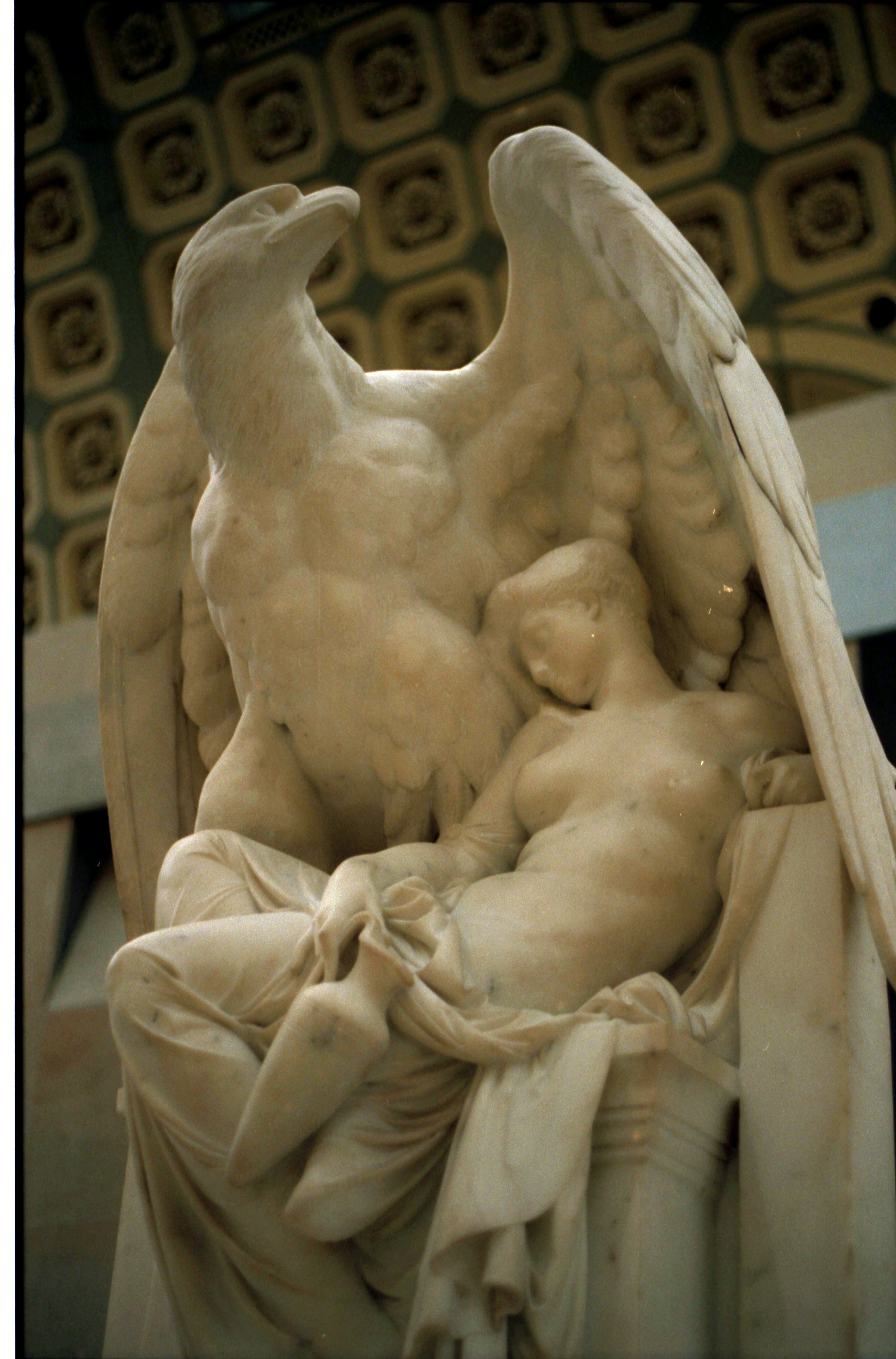
Albert-Ernest Carrier-Belleuse, Schlafende Hebe 1869, Musée d’Orsay, Paris

Albert-Ernest Carrier-Belleuse (* 12. Juni 1824 zu Anizy-le-Château, Département Aisne; † 3. Juni 1887 in Sèvres) war ein französischer Bildhauer und Zeichner. Sein Werk ist dem Naturalismus zuzuordnen.

## Leben und Werk
Carrier-Belleuse studierte ab 1840 bei Pierre Jean David d’Angers an der École des Beaux-Arts in Paris, die er nur kurze Zeit besuchte, da er zunächst Ziseleur werden wollte.
Seit den 1850er Jahren führte er Marmorarbeiten, Bronzeskulpturen und Terrakottabüsten aus, die kokette Eleganz mit einer vollkommen naturalistisch-malerischen Auffassung verbanden. Durch die malerische und naturalistische Behandlung nahmen sie einen höchst lebendigen Ausdruck an. 1864 freundete er sich mit dem jungen Bildhauer Auguste Rodin an. Die 1867 entstandene Skulptur „Den kleinen Heiland emporhebende Madonna“ brachte ihm die Ehrenmedaille des Salon de Paris ein. Er galt als einer der erfolgreichsten dekorativen Bildhauer seiner Zeit und wurde der „Clodion des zweiten Kaiserreichs“ genannt (Claude Michel Clodion, 1738–1814).
Nach dem Waffenstillstand 1871 ging Carrier-Belleuse mit Rodin nach Brüssel, um unter seiner Mitarbeit und Assistenz öffentliche Aufträge anzunehmen. Unter anderen führten sie an der Südfassade der Börse einen Fries zwischen Attika und Säulenwand aus. Für den 1873 verstorbenen belgischen Maler und Fotografen Louis Joseph Ghémar gestaltet er die plastischen Arbeiten der Grabstätte. Nach einem Streit mit Rodin, der auf eine größere Selbständigkeit Wert legte, ging er zurück nach Paris.
Von 1875 bis 1887 war er künstlerischer Direktor und Leiter des Ateliers der Manufacture royale de porcelaine de Sèvres in Sévres, die er reorganisierte und für die er eine große Anzahl von Porzellan-Formen schuf. Auguste Rodin, der 1877 aus Brüssel zurückkehrte, arbeitete bis 1882 für Carrier-Belleuse und schuf auch Arbeiten, die von Carrier-Belleuse signiert wurden („Vase der Titanen“). Rodin stellte ihn 1882 in der Terra-Cotta-Arbeit Buste d’Albert-Ernest Carrier-Belleuse, 47 × 41 cm, dar.
Albert-Ernest Carrier-Belleuse starb im Alter von 63 Jahren.

## Kinder
Sein Sohn Louis-Robert Carrier-Belleuse (1848–1913) ergriff ebenfalls den Beruf des Bildhauers und war darüber hinaus als Maler tätig. Seine Tochter Henriette wurde seine Schülerin und Blumenmalerin. Sie stellte im Salon 1874 und 1879 aus und heiratete später den Bildhauer Joseph Chéret, der sein Nachfolger als künstlerischer Leiter der Porzellan-Manufaktur in Sévres wurde. Pierre Carrier-Belleuse (1851–1932), Ritter der Ehrenlegion, war ein bekannter Maler von Genrebildern, Pastellen und Illustrationen. Arbeiten des Künstlers befinden sich in den Museen von La Rochelle, du Puy, Reims, Versailles und Paris. Er war einer der Maler des Bildes Panthéon de la Guerre 1914-1918, das zu seiner Zeit das größte Gemälde der Welt war und in einem Panorama die prominenten Figuren des Ersten Weltkrieges darstellte. Teile des Werks befinden sich heute in Kansas City.

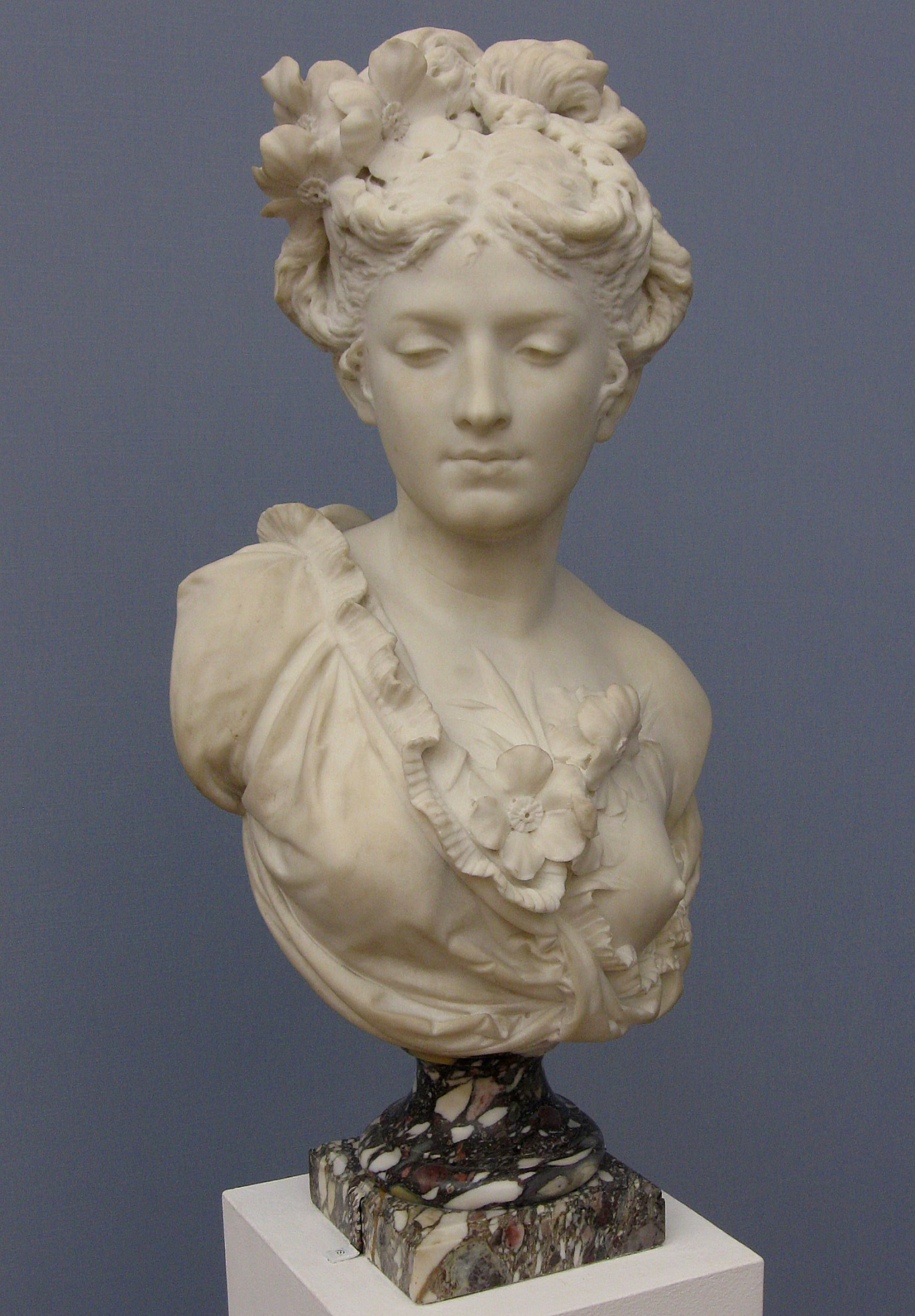
Albert-Ernest Carrier-Belleuse, Flora, um 1870/80, Neue Pinakothek, München

## Werksauswahl
- um 1850: Hommage à Priapus, Marmor, 77 cm hoch[6]
- 1863: Bacchantin an der Herme
- 1866: Angelika am Felsen
- 1867: Den kleinen Heiland emporhebende Madonna, Kirche St. Vincent de Paul, Paris
- 1869: Die von Adler des Zeus bewachte Schlafende Hebe (Hébé endormie), Musée d’Orsay, Paris
- 1872: Verlassene Psyche
- um 1870/80: Frauenbüste „Flora“, Neue Pinakothek, München
- Büste „La Comtesse de Castiglione“, Musée de Beaux Arts, Calais